# Khuzestan
Khuzestan (persiska خوزستان), tidigare Arabestan eller Arabistan, är en provins i västra Iran. Den gränsar till Irak i väster och Persiska viken i söder och har 4 710 509 invånare (2016), på en yta av 64 054 km². Administrativ huvudort är Ahvaz. Andra större städer är Abadan, Shushtar, Andimeshk, Shush, Bandar-e Mahshahr, Behbahan, Dezful, Izeh, Khorramshahr och Masjed Soleyman.
Provinsen är enkelt sett delad i två halvor; dels höglandets kullar och berg norr om Ahvazåsen och dels låglandets slätter och träsk söderut.
I Khuzestan finns mycket olja, och provinsen var det huvudsakliga territoriella målet för Iraks invasion under Iran–Irak-kriget 1980.

## Administrativ indelning
Provinsen Khuzestan var vid folkräkningen 2016 indelad i 27 delprovinser (shahrestan), i sin tur indelade på ytterligare administrativa nivåer.
- Abadan
- Aghajari
- Ahvaz
- Andika
- Andimeshk
- Bagh-e Malek
- Bandar-e Mahshahr
- Bavi
- Behbahan
- Dasht-e Azadegan
- Dezful
- Gotvand
- Haftkel
- Hamidiyeh
- Hendijan
- Hoveyzeh
- Izeh
- Karun
- Khorramshahr
- Lali
- Masjed Soleyman
- Omidiyeh
- Ramhormoz
- Ramshir
- Shadegan
- Shush
- Shushtar